# Джонсон, Мишель
Мишель Джонсон (англ. Michelle Johnson, род. 9 сентября 1965) — американская актриса, наиболее известная по своей роли в фильме 1984 года «Во всём виноват Рио», которая принесла ей номинацию на антипремию «Золотая малина» в категории «Худшая новая звезда». Джонсон после сыграла главные женские роли в фильмах «Энтузиаст» (1986), Музей восковых фигур (1988) и «Мерцающий» (1996), однако чаще всего снималась в сделанных для телевидения фильмах.
На телевидении Джонсон снялась в финальном сезоне ситкома «Лодка любви». Она сыграла Дженнифер Джанзен в телефильме 1998 года «Даллас: Война Юингов», хотя в 1985 году сыграла другую роль в одном из эпизодов сериала «Даллас». Также в разные годы она появилась в сериалах «Отель», «Чарльз в ответе», «Детективное агентство «Лунный свет»», «Байки из склепа», «Мелроуз Плейс», «Она написала убийство» и «За гранью возможного».
С 1999 по 2002 год Джонсон была замужем за бейсболистом Мэттом Уильямсом. Она прекратила свою карьеру в начале двухтысячных и в последний раз привлекала внимание прессы в 2009 году, продав свой дом в Западном Голливуде за 4,1 млн долларов.

## Фильмография
- Во всём виноват Рио (1984)
- Лодка любви (7 эпизодов, 1984—1985)
- Энтузиаст (1986)
- Нападение птиц (1987)
- Музей восковых фигур (1988)
- Рискованное занятие (1990)
- Желания сбываются (1990)
- Кровные узы (1991)
- Сумасшедшая история (1991)
- Далеко-далеко (1992)
- Смерть ей к лицу (1992)
- Доктор Усмешка (1992)
- Выстрел в упор (1994)
- Недозволенные сны (1994)
- Донор (1995)
- Мерцающий (1996)
- Бегущая мишень (1996)
- Когда пуля попадает в цель (1996)
- Подопытный (1996)
- Даллас: Война Юингов (1998)
- Вечная месть (2000)
- Микки (2004)